# B’Flow

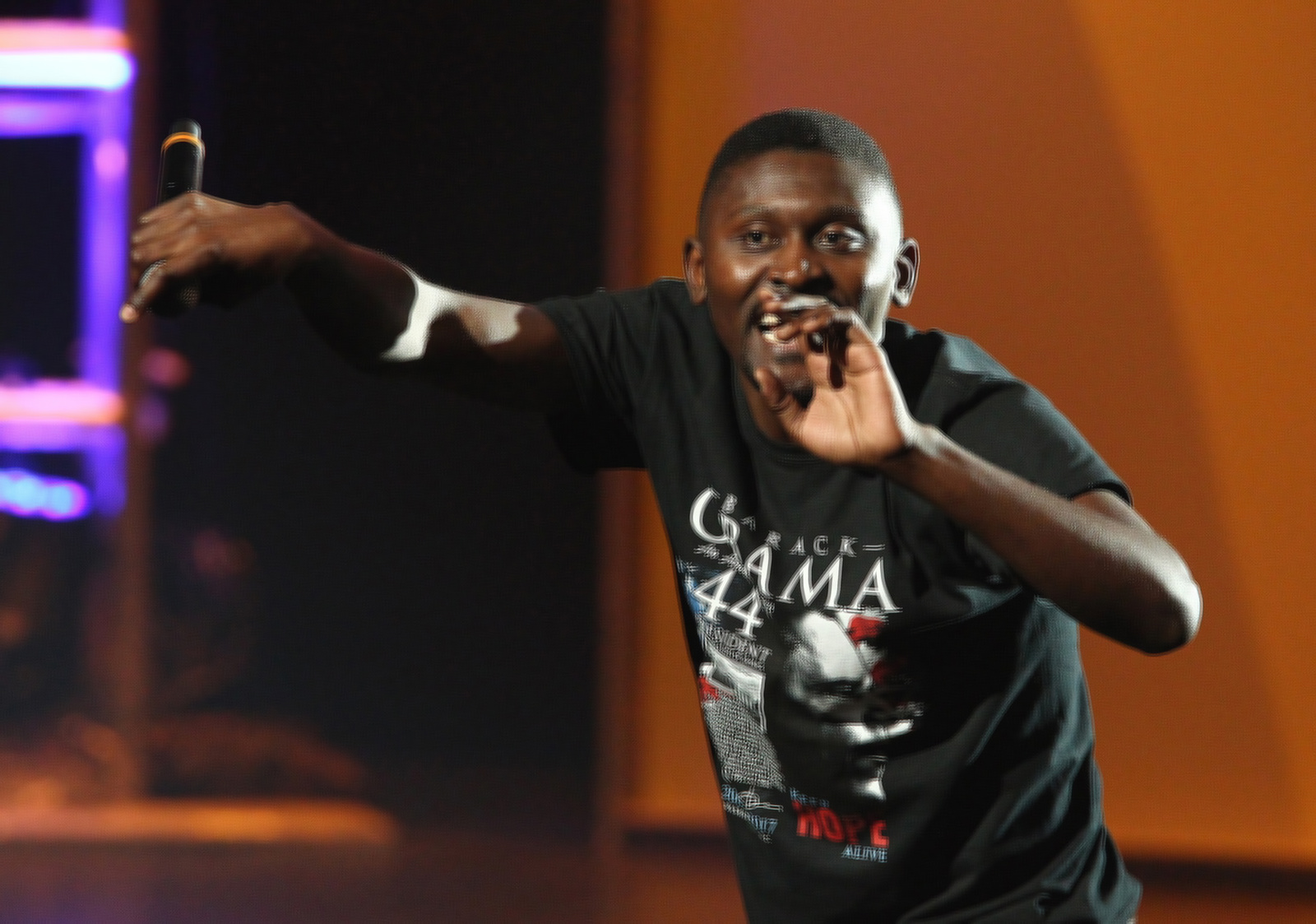
B’Flow 2016

B’Flow ist der Künstlername unter dem Brian Mumba Kasoka Bwembya (geboren am 12. November 1986 in Kabwe) als Hip-Hop- und Dancehall-Künstler und Menschenrechtsaktivist zunächst in seinem Heimatland Sambia bekannt wurde. Mittlerweile steht B’Flow international für moderne Musik mit einer sozialen Botschaft.

## Karriere
B’Flow interessierte sich als Kind in Kabwe zunächst für Sport und spielte schon in der zweiten Klasse Basketball. Nach einem Umzug nach Serenje in der vierten Klasse trat er in seiner neuen Schule dem Lyrikclub bei und nahm an Wettbewerben im Vortragen von Gedichten teil. In der fünften Klasse lernte er Trommeln zu spielen und sang und tanzte auch für eine Kulturgruppe in der Schule. Als er in der siebten Klasse war, zog die Familie wieder nach Kabwe um, wo er einem Kinderrechtsclub der Schule beitrat. In dieser Zeit begann er auch mit der Teilnahme an örtlichen Musikwettbewerben. Nach dem Wechsel an die Kabwe High School für die zehnte Klasse nahm er mehrere Ehrenämter in dieser Schule an; so war er unter anderem Vorsitzender eines Bibliothekskomittees und schrieb als Chefdrucker für die Schülerzeitung. In der Highschoolzeit erhielt er auch den Spitznamen B’Flow in Anerkennung seiner Rapkünste, den er später zu seinem Künstlernamen machte.
2004 trat er bei einer Talentshow einer Kirche in seiner Heimatstadt Kabwe auf und wurde dort entdeckt. Sein Debütalbum Mpu Mpu Mpu (deutsch: Herzschlag), erschien 2009. Zwei Jahre später, 2011, erschien das Album No More Kawilo (deutsch: Keine Einsamkeit mehr). 2013 dann erschien Voiceless Woman (deutsch: Frau ohne Stimme).
2015 erkannte der US-amerikanische Präsident Barack Obama seinen Einsatz gegen geschlechtsspezifische Gewalt sowie sein musikalisches Schaffen öffentlich an und verkündete die Gründung eines Musiklabels durch B’Flow. In der Folge gründete dieser tatsächlich das Label Music for change. Die öffentliche Anerkennung durch Barack Obama brachte B’Flow bei seinen Fans auch den Spitznamen Little Obama ein. Barack Obamas Stimme ist auch auf der 2016 veröffentlichten Single Dear Mama zu hören; das gleichnamige Album wurde im April desselben Jahres in der Botschaft der Vereinigten Staaten in Lusaka veröffentlicht. 2016 erkannten die UN ihn als eine von 16 wichtigen Stimmen weltweit im Kampf gegen geschlechtsspezifische Gewalt an.
Parallel zur Veröffentlichung von Dear Mama startete B’Flow auch eine Kampagne zur Steigerung der Wahlbeteiligung in Sambia. Im Rahmen der Triple V (für My Vote, My Voice and My Victor) genannten Kampagne gab er Konzerte, bei denen er sein meist junges Publikum über die Bedeutung der Wahlen und die notwendigen bürokratischen Schritte für die Teilnahme an der Wahl aufklärte und sie zum Wählen ermutigte.
B’Flow trat unter anderem mit international bekannten Künstlern wie Brick & Lace, Oliver Mtukudzi, P-Square und Jah Cure auf. Seine Musik wurde mehrfach für die Ngoma Awards, die Born and Bred Awards, sowie kleinere Preise lokaler Radiostationen nominiert. Mehrfach wurde er mit den Zambia Music Awards und den Kwacha Music Awards ausgezeichnet.
Sein Erfolg brachte B’Flow auch Kritik ein. So bezeichneten Kritiker ihn als „Obama Verrückten“ oder beschimpften ihn als arrogant und selbstherrlich. Andere sehen diese Kritik als Folge von Neid auf seinen Erfolg.

## Diskographie
- 2008/2009 Mpu Mpu Mpu, Romaside
- 2010 Dabo Trabo, Romaside/Chant-it-on Music & Media
- 2012 No More Kawilo, Romaside/Chant-it-on Music & Media
- 2013 Voiceless Woman, Romaside/Chant-it-on Music & Media
- 2016 Dear Mama, Romaside/Chant-it-on Music & Media

## Auszeichnungen
- 2013 HIV/AIDS Awareness Ambassadors’ Certificate - USAID Funded SHARe II Project
- 2014 Zambian Music Awards in den Sparten Best Dancehall Artist und Best Dancehall Album
- 2014 Zambian representative at Africa Re-imagination Creative Hub(ARCH) Conference African Union, Addis Ababa, Ethiopia
- 2015 Symbol of excellence-Unique positive stance in music - New York Mwape Peer Award
- 2017 Kwacha Music Awards in der Sparte Best Humanitarian Award
- 2018 Kwacha Music Award in der Sparte Best International Achievement Award
- 2018 Presidential Award from the Zambia Medical Association.[8][9]